# Акнистский край
А́книстский край (латыш. Aknīstes novads) — бывшая административно-территориальная единица на юге Латвии, в регионе Селия. Край состоял из трёх волостей и города Акнисте, который являлся центром края. Население на 1 января 2010 года составляло 3253 человека. Площадь края — 285 км².
Край был образован 1 июля 2009 года из части упразднённого Екабпилсского района.
В 2021 году в результате новой административно-территориальной реформы Акнистский край был упразднён.

## Население
1 января 2010 года население составило 3253 человек (14 января 2009 года — 3303).

### Национальный состав
Национальный состав населения края по итогам переписи населения Латвии 2011 года распределён таким образом:
| Национальность | Численность, чел. (2011) | %        |
| -------------- | ------------------------ | -------- |
| Латыши         | 2453                     | 82,68 %  |
| Русские        | 271                      | 9,13 %   |
| Белорусы       | 39                       | 1,31 %   |
| Украинцы       | 20                       | 0,67 %   |
| Поляки         | 29                       | 0,98 %   |
| Литовцы        | 134                      | 4,52 %   |
| Другие         | 21                       | 0,71 %   |
| всего          | 2967                     | 100,00 % |

## Территориальное деление
- город Акнисте (латыш. Aknīstes pilsēta)
- Акнистская волость (латыш. Aknīstes pagasts)
- Асарская волость (латыш. Asares pagasts)
- Гарсенская волость (латыш. Gārsenes pagasts)

## Транспорт

### Автодороги
Через Акнистский край проходят региональные автодороги P73 Вецумниеки — Нерета — Субате и P74 Силини — Акнисте.

### Междугородное автобусное сообщение
Основные маршруты Акнисте — Рига; Акнисте — Субате — Илуксте — Даугавпилс; Гарсене — Акнисте — Екабпилс.